# Resolutie 2088 Veiligheidsraad Verenigde Naties
Resolutie 2088 van de Veiligheidsraad van de Verenigde Naties werd op 24 januari 2013 unaniem aangenomen door de VN-Veiligheidsraad. De resolutie verlengde het BINUCA-kantoor van de VN in de Centraal-Afrikaanse Republiek met een jaar.

## Achtergrond
Al sedert de onafhankelijkheid van Frankrijk in 1960 wordt de CAR geplaagd door staatsgrepen en geweld. Toen rebellen in 2003 de macht grepen begonnen drie onder de naam Unie van Democratische Krachten voor Eenheid (UFDR) verenigde rebellenbewegingen een oorlog tegen hen. In 2007 werd een vredesakkoord getekend en in 2009 vormden ze samen een regering. Eind 2012 brak opnieuw rebellie uit; deze keer tegen een coalitie van groeperingen die zich Sekela-coalitie noemde, en bestond uit de UFDR, de Conventie van Patriotten voor Gerechtigheid en Vrede (CPJP) en een aantal kleinere bewegingen. De regering vroeg internationale hulp maar dit werd geweigerd. Op 11 januari 2013 werd een vredesakkoord getekend waarbij de eerste minister werd vervangen door een oppositielid.

## Inhoud

### Waarnemingen
Op 25 augustus 2012 had de CPJP het Vredesakkoord van Libreville uit 2008 ondertekend. De regering van de CAR had maar weinig gezag buiten haar hoofdstad. Daardoor was de veiligheid in grote delen van het land niet gewaarborgd en hadden binnen- en buitenlandse rebellengroepen vrij spel. Ook het Verzetsleger van de Heer was actief in de CAR. Onderhandelingen onder leiding van de Economische Gemeenschap van Centraal-Afrikaanse Staten in Libreville hadden op 11 januari 2013 tot een akkoord geleid. Ook het VN-kantoor BINUCA had daarbij een rol gespeeld.

### Handelingen
Het mandaat van BINUCA werd verlengd tot 31 januari 2014 en het kantoor werd gevraagd het vredesproces in de CAR verder te ondersteunen. De secretaris-generaal werd gevraagd tegen eind maart 2013 te rapporteren over de situatie in het land. De Centraal-Afrikaanse regering en de rebellenbewegingen werden opgeroepen de gemaakte afspraken na te komen. Ook werd opgeroepen het staakt-het-vuren tussen de overheid en de Sekela-coalitie snel in de praktijk te brengen.
De overheid moest zorgen dat de orde gehandhaafd bleef en vrijheid van meningsuiting en -vereniging verzekeren. Alle partijen moesten zich onthouden van aanzetten tot haat en geweld en in dialoog treden. Voorts werden de mensenrechtenschendingen veroordeeld en werd geëist dat alle groeperingen stopten met het inschakelen van kindsoldaten.

## Verwante resoluties
- Resolutie 1923 Veiligheidsraad Verenigde Naties (2010)
- Resolutie 2031 Veiligheidsraad Verenigde Naties (2011)
- Resolutie 2121 Veiligheidsraad Verenigde Naties
- Resolutie 2127 Veiligheidsraad Verenigde Naties

Lijst ·  2086 ·  2087 ·  2088 ·  2089 ·  2090 ·  2091 ·  2092 ·  2093 ·  2094 ·  2095 ·  2096 ·  2097 ·  2098 ·  2099 ·  2100 ·  2101 ·  2102 ·  2103 ·  2104 ·  2105 ·  2106 ·  2107 ·  2108 ·  2109 ·  2110 ·  2111 ·  2112 ·  2113 ·  2114 ·  2115 ·  2116 ·  2117 ·  2118 ·  2119 ·  2120 ·  2121 ·  2122 ·  2123 ·  2124 ·  2125 ·  2126 ·  2127 ·  2128 ·  2129 ·  2130 ·  2131 ·  2132